# Comune di Armjansk
Il comune di Armjansk (in russo Армянский горсовет?; in ucraino Армянська міськрада?; in tataro: Ermeni Bazar şeer şurası) è un circondario urbano della Crimea con 24.858 abitanti al 2013. Il capoluogo è l'omonima città.

## Geografia antropica
Il circondario è suddiviso in una città e 3 villaggi.

### Città
- Armjansk

### Villaggi
- Perekop
- Suvorove (russo Suvorovo)
- Vološyne (russo Vološine)